# Junta Española de Liberación
 (décembre 2024).
Si vous disposez d'ouvrages ou d'articles de référence ou si vous connaissez des sites web de qualité traitant du thème abordé ici, merci de compléter l'article en donnant les références utiles à sa vérifiabilité et en les liant à la section « Notes et références ».
En pratique : Quelles sources sont attendues ? Comment ajouter mes sources ?
La Junte Espagnole de la Libération (Junta Española de Liberación ou JEL) est une organisation unitaire de mouvements de résistance, créée à la suite de l'exil républicain espagnol, après la fin de la guerre d'Espagne. 
Elle agit envers les alliés de la Seconde Guerre mondiale comme un gouvernement provisoire de la République Espagnole, après la victoire par la force du dictateur Franco en Espagne en 1939.
L'organisation est fondée en exil, au Mexique, en novembre 1943. En font partie notamment le Parti socialiste ouvrier espagnol, l'Action républicaine espagnole —qui intègre la plupart des mouvements politiques de l'Union Républicaine, la Gauche Républicaine et le Parti Républicain Fédéral—, ainsi que la Gauche républicaine de Catalogne et Action Républicaine de la Catalogne. 
Elle disparaît le 31 août 1945.

## Histoire
Le 29 septembre 1943, un groupe de professeurs universitaires républicains exilés de diverses tendances politiques, notamment  Fernando de los Rios, José Giral, Mariano Ruiz-Funes, Cándido Bolívar, Pere Bosch Gimpera et Joaquín Xirau— signent la «Déclaration de la Havane», dans laquelle ils font un appel à l'unité de toutes les forces politiques antifranquistes de l'exil.
Diego Martínez Barrio, président de l'Union Républicaine et de l'ARE, prend l'initiative et formule, par l'intermédiaire de Josep Andreu Abelló, aux socialistes d'Indalecio Prieto la proposition de former une junte qui intègre toutes les personnalités de l'opposition républicaine. 
Les socialistes acceptent. Le 11 novembre 1943 se réunissent au domicile d'Abelló à Mexico : 
- Prieto et Albar, pour les socialistes;
- Diego Martínez Barrio et Gordón Ordás, pour l'Union Républicaine;
- Carlos Esplá et Pedro Vargas, pour la Gauche Républicaine;
- Andreu Abelló, par la Gauche républicaine de Catalogne;
- Pere Bosch Gimpera, pour Acció Catalana;
- Telesforo Monzón et Julio de Jáuregui, pour le PNV.

Les débats achoppent dans les propositions contradictoires de Martínez Barrio et de Prieto. Le  premier défend que l'objectif de la junte est le rétablissement de la République, le second plaide pour l'organisation d'un référendum qui décide de la forme de gouvernement afin d'attirer les royalistes qui ne soutenaient pas la Dictature de Franco. 
Les protagonistes arrivent à un compromis entre les deux alternatives qui permet la naissance de la Junte Espagnole de Libération (JEL) proclamée le 20 novembre et présidée par Martínez Barrio.
Cependant, la JEL n'intègre pas toutes les forces antifranquistes. Elle est critiquée par un groupe de personnalités politiques et d'intellectuels républicains qui n'appartient pas à l'ARE, dans un manifeste publié peu de jours après sa proclamation. Sont notamment signataires : Mariano Ruiz-Funes et José Giral, de Gauche Républicaine; le catalaniste Josep Carner et  le frère du beau-frère de Manuel Azaña Manuel Rivas Cheriff. 
Ainsi, la JEL ne parvient pas à fédérer toute l'opposition au régime franquiste. D'autre part, la formation de la JEL provoque la revitalisation de l'Union Démocratique Espagnole promue par le PCE qui, le 25 novembre, rend public un manifeste intitulé «Contra el pacto divisionista», signé par les socialistes «negrinistas» (fidèles à Juan Negrín) : Ramón Lamoneda, Ramón González Peña et José Rodríguez Vega; par le communiste du PSUC Joan Comorera et par les républicains Luis Fernández Clérigo, Antonio Velao, Juan Perea Capulino et Luis Cordero Bell.
Présidée d'abord par Diego Martínez Barrio, puis par Félix Gordón Ordás, avec comme secrétaire général Indalecio Prieto, la plus grande réussite de la JEL a été de parvenir a ce que la Charte des Nations unies, élaborée à San Francisco, comprenne un amendement qui empêche l'accès aux organismes internationaux aux Etats et aux régimes constitués par les nazis et les fascistes.